# Baker County (Oregon)
Baker County je okres amerického státu Oregon založený v roce 1862. Správním střediskem je město Baker City. V okrese žije přibližně 17 tisíc obyvatel.